# Buena Vista (Bayamón)
Buena Vista es un barrio ubicado en el municipio de Bayamón en el estado libre asociado de Puerto Rico. En el Censo de 2020 tenía una población de 14777 habitantes y una densidad poblacional de 1577,05 personas por km².

## Geografía
Buena Vista se encuentra ubicado en las coordenadas 18°19′56″N 66°11′28″O / 18.33222, -66.19111. Según la Oficina del Censo de los Estados Unidos, Buena Vista tiene una superficie total de 9.37 km², de la cual 9.37 km² corresponden a tierra firme y (0%) 0 km² es agua.

## Demografía
Según el censo de 2010, había 15518 personas residiendo en Buena Vista. La densidad de población era de 1656,95 hab./km². De los 15518 habitantes, Buena Vista estaba compuesto por el 79.59% blancos, el 8.28% eran afroamericanos, el 0.64% eran amerindios, el 0.1% eran asiáticos, el 0.02% eran isleños del Pacífico, el 7.2% eran de otras razas y el 4.16% pertenecían a dos o más razas. Del total de la población el 99.25% eran hispanos o latinos de cualquier raza.